# 明尼苏达州议会大厦
明尼苏达州议会大厦（英語：Minnesota State Capitol），是位于美國明尼苏达州首府圣保罗，设有明尼苏达州参议院、明尼苏达州众议院、总检察长办公室和州长办公室，以及明尼苏达州最高法院，但是其法庭活动通常在邻近的明尼苏达州司法中心举行。
该建筑坐落在风景优美的校园内。其两侧和前方为各种纪念碑。从议会大厦的台阶可俯瞰圣保罗市中心的全景。

## 外部連結
- Minnesota State Capitol – Minnesota Department of Administration （页面存档备份，存于）
- State Capitol Restoration Project – Minnesota Department of Administration
- Minnesota State Capitol Preservation Commission
- Minnesota Historical Society State Capitol webpage （页面存档备份，存于）